# Eddie e la gara di cucina
Eddie e la gara di cucina (Eddie's Million Dollar Cook-Off) è un film per la televisione del 2003.

## Trama
Eddie Odgen è un giocatore di baseball e gioca nei Groundhogs, suo padre, nonché suo coach, vorrebbe che il figlio vincesse una borsa di studio grazie alla sua formidabile prestazione nello sport. Ma nessuno immagina che Eddie, al di fuori del suo impegno quotidiano con il baseball, si diletta a cucinare per i suoi due amici e segue con passione programmi culinari in tv.
Il giorno dell'iscrizione ai corsi extrascolastici, Eddie segna sé stesso e i suoi amici al corso di cucina, anziché a quello di informatica, andando però contro la loro scelta.
Il corso si rivela piuttosto noioso e complicato, ma col tempo Eddie lo troverà affascinante e istruttivo; inoltre viene a conoscenza che nella sua città, a breve, avrà luogo una gara culinaria da un milione di dollari. Il ragazzo, all'insaputa di amici e familiari, si iscrive, impegnando ogni minuto libero ad allenarsi tra i fornelli. Nel frattempo a scuola si viene a sapere della clandestina iscrizione di Eddie, che viene deriso dai suoi compagni a tal punto che decide di ritirarsi.
Ma alla fine, Eddie, incoraggiato anche dal padre, che non reputava importante il suo sogno di cucinare, prende parte alla competizione. Nonostante Eddie si aggiudichi solo il secondo posto ottiene comunque la vittoria più grande di tutte: il rispetto e il supporto di tutti i suoi amici.

## Produzione
Molte delle scene di cucina furono girate all'Avondale College che è la seconda scuola più grande nell'Auckland, Nuova Zelanda.

## Cast
- Taylor Ball: Edward "Eddie" Ogden
- Orlando Brown: Frankie
- Reiley McClendon: D.B.
- Mark L. Taylor: Hank Ogden
- Rose McIver: Hannah
- Kylie Leydon: Bridget Simons
- Faine Alexander: Penny
- Nick Miller: Alexander "Alex" Odgen
- Johnny Barker: Andrew "Andy" Ogden
- Susan Brady: Sarah Ogden
- Bobby Flay: sé stesso
- Renee Ji: Kim